# المنطقة الحرة بالمزيونة
المنطقة الحرة بالمزيونة هي منطقة حرة تأسست في عام 1999 في عمان كمنطقة تجارية، في منطقة ظفار في ولاية المزيونة. تقع في جنوب غرب عمان على الحدود مع اليمن. بموجب المرسوم السلطاني 103/2005، تم منحها جميع خصائص المنطقة الحرة وتم تكليف المؤسسة العامة للمناطق الصناعية (مدائن) بإدارتها، وهي الذراع الحكومية الرئيسية المسؤولة عن تطوير وإدارة الأراضي الصناعية الرئيسية في عمان. يتم تقديم العديد من الإعفاءات والتسهيلات للشركات العاملة في المنطقة الحرة. تحتل المنطقة الحرة في المزيونة مساحة 4.5 مليون متر مربع. في عام 2010 تم إبرام اتفاقية استثمار طويلة الأمد بين المؤسسة العامة للمناطق الصناعية وشركة جولدن هلا لتطوير وتشغيل مساحة 3 ملايين متر مربع.